# ネピアン島
ネピアン島（Nepean Island）とは、南太平洋のオーストラリア領ノーフォーク島に属する無人の小島である。

## 概要
ノーフォーク島のすぐ南の方にあり、フィリップ島のすぐ北に位置する、平方形の面積約 0.10km2の小さな無人島である。位置は南緯29度4分西経167度57分である。
石灰岩からなる島で、最高地点でも30m。
ノーフォーク島、フィリップ島と共にノーフォーク島国立公園の一部になっている。